# Visvaldis di Jersika
Visvaldis (in latino Vissewalde rex de Gerzika; in russo Всеволод?; ... – Jersika, 1239) è stato un nobile letgallo e duca del Principato di Jersika nel XIII secolo.
Conosciuto per la sua partecipazione alla crociata livoniana, nelle Cronache di Enrico di Livonia si fa riferimento alla sua carica chiamandolo re (rex).

## Biografia
La data di nascita di Visvaldis è sconosciuta, così come le sue origini: alcuni studiosi pensano che fosse figlio di Boris Davidovič, duca del Principato di Polack e di una donna della Letgallia.
La prima testimonianza scritta di lui risale al 1203 e racconta di come egli, insieme ai lituani, attaccò la città di Riga di recente fondazione. Sebbene fosse vassallo del Principato di Polack, era sposato con una figlia del duca lituano Daugirutis, un'unione che gli consentì di vantare il sostegno della Lituania. Tra il 1203 e il 1208 Visvaldis, al fianco dei lituani, saccheggiò ripetutamente le terre dei livoni e cercò di ottenere il pieno controllo del fiume Daugava.
Nel 1209, il vescovo Alberto di Riga guidò i crociati tedeschi e l'esercito alleato di Livonia contro il Principato di Jersika. Non incontrando una resistenza significativa, essi saccheggiarono la capitale di Visvaldis, la fortezza di Jersika, prendendo sua moglie prigioniera. Visvaldis riuscì però a fuggire, venendo però costretto ad arrendersi e divenne vassallo di Alberto di Riga. Fu costretto a sottomettere il suo regno ad Alberto come dono al vescovado di Riga, e ne ricevette solo una parte come feudo. Lo statuto feudale di Visvaldis è il più antico documento di questo tipo sopravvissuto in Lettonia e lo chiama "il re di Jersika" (Vissewalde, rex de Gercike).
Nel 1214, il castello di Jersika fu nuovamente distrutto dal cavaliere tedesco Meinardo di Koknese perché Visvaldis stava ancora sostenendo i lituani. Negli anni successivi, le terre di Visvaldis furono ripetutamente divise tra il vescovo Alberto di Riga e i cavalieri portaspada.
La data di morte di Visvaldis è sconosciuta ed è probabilmente tra il 1230 e il 1239. Le Cronache di Enrico di Livonia descrivono il forte di Jersika come abbandonato nel 1239.